# Phalonidia lepidana
Phalonidia lepidana es una especie de polilla del género Phalonidia, categorizada en la tribu Cochylini, de la subfamilia Tortricinae.
Fue descrita por Clemens en 1860 y publicada en la revista Proceedings of the Academy of Natural Sciences of Philadelphia 12: 355. Se distribuye por América del Norte: Estados Unidos, en la ciudad de Nueva York y los estados de Maryland e Illinois.